# Кавказки регион
Вижте пояснителната страница за други значения на Кавказ.
Кавказ е геополитически регион на границата между Европа и Азия (Евразия), разположен между Каспийско и Черно море. Тук се извисяват Кавказките планини, включително и Елбрус, най-високата планина в Европа.
Кавказ се намира между три културни центъра: Русия на север, Турция на югозапад и Иран на югоизток. Поради тази причина, регионът страда от редица съперничества – политически, военни, религиозни и културни в продължение на хиляди години, и до днес. Дълго време областта се контролира от външни фактори, но често влияние оказват и регионални фактори.

## Имена
- на арабски: القوقاز al-Qawqāz
- на азербайджански: Qafqaz
- на чеченски: Kovk-Aze
- на гръцки: Καύκασος Kàfkasos
- на персийски: قفقاز Qafqāz
- на арменски: Կովկաս Kovkas
- на грузински: კავკასია K'avk'asia
- на лезгински: Къавкъаз K'avk'az
- на осетински: Кавказ
- на руски: Кавказ
- на турски: Kafkasya

## География и екология
Кавказките планини са планините, разделящи Европа и Азия, така че Кавказкият регион се счита както за европейски така и за азиатски. Северната част на Кавказ е Северен Кавказ (част от Русия), и същевременно най-южната част на Европейска Русия. Най-високата точка в Кавказ е връх Елбрус (5642 метра), който също се смята за най-високата точка в Европа.
Кавказ е един от районите, в които се говорят голям брой от езиците в света (виж Кавказки езици). Националните държави, които съставляват Кавказ днес, са страните от пост-съветска Грузия, Армения и Азербайджан, както и части от Русия. Руските области в Кавказ са Краснодарски край и Ставрополски край както и автономните републики Адигея, Калмикия, Карачаево - Черкезия, Кабардино - Балкария, Северна Осетия, Ингушетия, Чечения и Дагестан. Освен изброените, още три територии в Кавказ претендират за независимост, но не са признати като национална държава от международната общност: Абхазия, Нагорни Карабах и Южна Осетия.
Кавказ е регион с важно екологично значение. В областта има над 6400 вида растения, от които 1600 са уникални за района. Кавказката фауна включва леопарди, кафяви мечки, вълци, бизони и скални орли. Сред безгръбначните има представители на над 1000 вида паяци в Кавказ. Характерна е смесената гора с големи площи на каменистата почва.

### Страните от Кавказкия регион
Кавказкият регион сега е разделен между следните страни:
- Русия
- Грузия
- Армения
- Азербайджан

В миналото редица други страни са били част от областта:
- Закавказка Демократическа Федеративна република (ЗДФР)
- Закавказка съветска федеративна социалистическа република

## История

### Древна история
Историята на Кавказкия регион се развива до известна степен разделена в две основни области – Северен Кавказ и Южен Кавказ. В древността доминират скитското цартство в Северен Кавказ, аланите и Южен Кавказ: Колхида, Кавказка Иберия и Кавказка Албания.
През 95 – 55 г. пр. Хр. Велика Армения се превръща в империя и завладява по-голямата част от Южен Кавказ, Сирия, югоизточната част на Анадола, северозападен Иран, северна Месопотамия, Ливан и Юдея През тези години, зороастризмът (персийска религия) е преобладаващата религия в Кавказкия регион (с изключение на Армения). В допълнение към това, в региона има и силно елинистическо влияние поради съперничество в региона между Персия и Рим. Последните нахлуват няколко пъти в региона, който обикновено е под персийска хегемония.

### Средновековна история
През 4-ти и 5 век, християнството става доминиращата религия в региона (първата страна, която като държава официално приема християнството е Армения). През 8-и и 9 век, арабите завладяват региона, и ислямът става основна религия. През този период има редица военни конфликти между християнска Армения и мюсюлманските сили.
През 12 век в Грузия на власт идва грузинският цар Давид Строителя. Той превръща Грузия в регионална сила, освобождава Кавказ от бремето на мюсюлманското управление, продължило четиристотин години, и възстановява християнството като доминираща религия в региона. През 1194 – 1204 има няколко турски (мюсюлмански) набези в региона. След падането на Византийската империя (1453), Грузия се превръща в най-голямата християнска държава в Близкия изток. След това, Грузия е завладяна от османските турци, монголите, отново от персите, и накрая е завладяна от Руската империя.

### Съвременна история
Политическият регион е характерен с множество политически и религиозни конфликти – Абхазия, Южна Осетия, Нагорни Карабах, Нахичеван и др. Винаги е бил стратегически пункт, над който са се стремели да имат контрол Византия, Иран, Османска империя, Руска империя (след това СССР и Русия), Златна орда, Нацистка Германия и други.

## Демография
Основните етнически групи в региона са руснаци, грузинци, азери и арменци. Грузия и Армения са християнски държави (Грузинска православна църква в Грузия, православното християнство в Армения), докато Азербайджан е мюсюлманска страна (шиити).